# Campionato mondiale AMF 2011
La decima edizione dei Campionati del mondo di futsal, massima competizione per squadre nazionali organizzata dalla Asociación Mundial de Futsal, si è svolta in Colombia nel 2011, le città prescelte per ospitare la manifestazione sono state Bogotà, Tunja, Bello, Villavicencio e Bucaramanga. Organizzata dalla Federación Colombiana de Fútbol de Salón e dalla stessa Asociación Mundial de Futsal (AMF), ha visto la partecipazione di 16 formazioni, in gran parte del Sudamerica. La manifestazione è stata patrocinata dal Comitato Olimpico Colombiano, il cui presidente ha partecipato al sorteggio dei gironi il 17 agosto 2010.

## Squadre
| Girone A | Girone A        |
| -------- | --------------- |
|          | Argentina       |
|          | Russia          |
|          | Brasile         |
|          | Ossezia del Sud |

| Girone B | Girone B  |
| -------- | --------- |
|          | Perù      |
|          | Catalogna |
|          | Uruguay   |
|          | Canada    |

| Girone C | Girone C      |
| -------- | ------------- |
|          | Colombia      |
|          | Bielorussia   |
|          | Ecuador       |
|          | Nuova Zelanda |

| Girone D | Girone D  |
| -------- | --------- |
|          | Paraguay  |
|          | Rep. Ceca |
|          | Venezuela |
|          | Messico   |

## Classifica finale
| Classifica | Classifica      |
| ---------- | --------------- |
| 1          | Colombia        |
| 2          | Paraguay        |
| 3          | Argentina       |
| 4          | Russia          |
| 5          | Perù            |
| 6          | Venezuela       |
| 7          | Catalogna       |
| 8          | Bielorussia     |
| 9          | Brasile         |
| 10         | Uruguay         |
| 11         | Rep. Ceca       |
| 12         | Ecuador         |
| 13         | Ossezia del Sud |
| 14         | Canada          |
| 15         | Nuova Zelanda   |
| 15         | Messico         |